# Механіка ґрунтів
Механіка ґрунтів (англ. soil mechanics) — розділ механіки суцільного середовища, що вивчає фізико-механічні властивості, напружено-деформований стан, умови міцності та стійкості ґрунтових масивів і їхню взаємодію з будівлями та спорудами.

## Загальна характеристика
Механіка ґрунтів виникла на стику фізико-математичних, будівельних і геологічних наук. Вона розглядає загальні закономірності, що витікають із застосування до гірських порід законів теоретичної і будівельної механіки. При цьому фізичні властивості ґрунтів, які підпадають під закони механіки і відповідають певним розрахунковим схемам, враховуються більшою мірою, а геологічна специфіка ґрунтів аналізується менше або й зовсім не береться до уваги. Ці проблеми вивчає наука, яка називається «ґрунтознавство».
На відміну від механіки суцільного середовища, механіка ґрунтів розглядає механіку дисперсних середовищ. Механіка ґрунтів спирається на результати наукових досліджень в галузі механіки суцільного середовища (опору матеріалів, теорії пружності, теорії пластичності), інженерної геології, інженерної гідрогеології, гідравліки та гідромеханіки, а також на результати інших інженерних дисциплін.

## Мета і завдання механіки ґрунтів
Мета механіки ґрунтів — прогнозування механічної поведінки ґрунтів і ґрунтових масивів. Для цього виконується ряд завдань:
- — встановлення фізичних і механічних властивостей ґрунтів;
- — визначення напружено-деформованого стану ґрунтових масивів;
- — визначення загальної стійкості цих масивів.

## Розвиток механіки ґрунтів
Значну роль у розвитку М.ґ відіграли праці американського вченого К. Терцагі, українських і російських вчених М. М. Герсеванова, М. М. Давиденкова, І. М. Литвинова та ін.
В Україні дослідження з механіки ґрунтів проводять у багатьох ВНЗ будівельного профілю.